# Calcolo della Pasqua

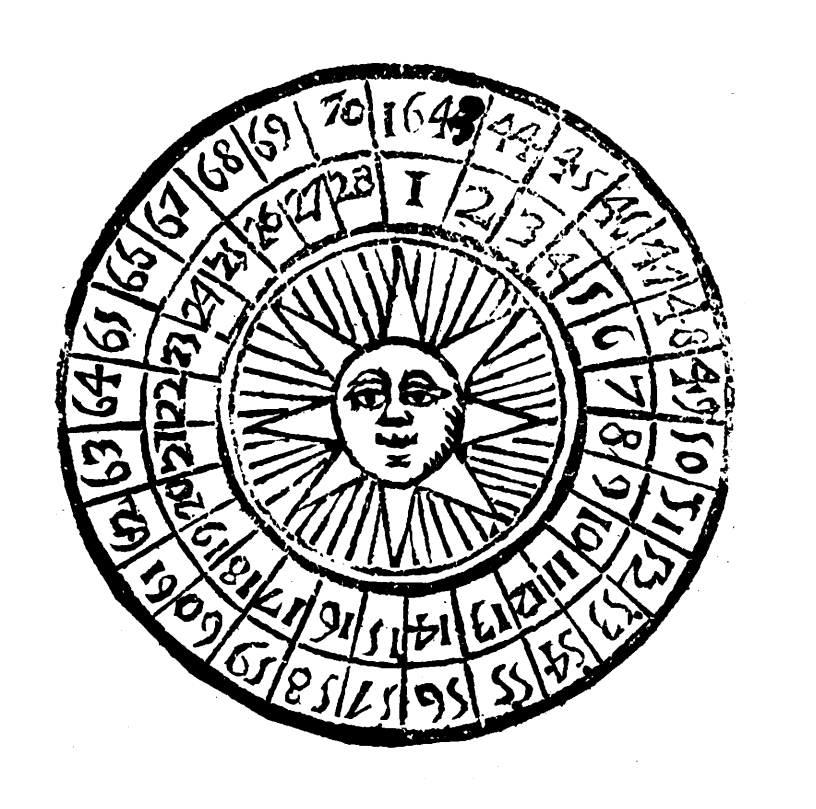
Ruota del Ciclo Solare con tavola numerica usata per il computus o calcolo della Pasqua (disegno di Ottavio Beltrano nell'Almanacco Perpetuo di Rutilio Benincasa)

La Pasqua è una cosiddetta festività mobile: la sua data varia di anno in anno perché è correlata con il ciclo lunare.
La Pasqua ebraica e la Pasqua cristiana celebrano eventi differenti e non possono cadere mai nello stesso giorno pur cadendo approssimativamente nello stesso periodo. All'interno del cristianesimo vi sono poi due regole differenti a seconda che si usi il calendario gregoriano (presso cattolici e protestanti) o quello giuliano (usato dagli ortodossi e dalla maggioranza delle Chiese cattoliche orientali di vari riti). Queste due regole in alcuni anni danno la stessa data (e quindi tutti i cristiani festeggiano la Pasqua nello stesso giorno), in altri anni date differenti.

## Pasqua ebraica o "Pesach"
La Pasqua ebraica è celebrata al tramonto del giorno 14 del mese di Nisan del calendario ebraico (tra il mese di marzo e quello di aprile), come prescrive la Bibbia. Ogni mese di tale calendario ha inizio con la luna nuova e il quindicesimo giorno coincide con il plenilunio. Si tratta, però, di un calendario lunisolare, quindi la lunazione che corrisponde al mese di Nisan, il primo giorno dell'anno liturgico, è determinata anche dall'eventuale inserimento di un mese embolismico nell'anno lunare precedente. Ciò è stato fonte di incertezze sino all'adozione del ciclo metonico in data incerta successiva al 359 d.C.
Il 15 del mese di Nisan dovrebbe corrispondere sempre al primo plenilunio successivo all'equinozio di primavera (21 marzo); ma, poiché l'anno ebraico medio è di circa 6 minuti e mezzo più lungo rispetto all'anno tropico, nel corso dei secoli si sono accumulati alcuni giorni di ritardo nella definizione convenzionale del plenilunio.
Attualmente, quindi, la Pasqua ebraica cade sempre tra il 26 marzo (nel XXI secolo è avvenuto nel 2013 e avverrà nel 2089) e il 25 aprile (nel 2043 e 2062) del calendario gregoriano, usato dalla maggior parte dei paesi del mondo, Italia compresa; questo intervallo di date, però, si sposta lentamente sempre più in avanti: circa un giorno ogni due secoli.
Inoltre, per una regola del calendario ebraico, l'anno liturgico può cominciare solo di domenica, martedì, giovedì o sabato (se la luna nuova cade in uno dei giorni vietati, il Capodanno liturgico si sposta al giorno successivo) e, poiché la Pasqua cade esattamente dopo due settimane, anch'essa è celebrata in questi stessi giorni.

## Storia del calcolo della Pasqua
Nei primi secoli cristiani la Pasqua venne celebrata la domenica successiva alla data in cui gli ebrei celebravano la loro Pasqua. Purtroppo, però, non c'era accordo fra gli stessi ebrei sulla data e in particolare se e quando inserire il mese lunare embolismico. Molti cristiani, perciò, si convinsero che gli ebrei spesso celebravano la pasqua nel mese sbagliato e decisero di rendersi autonomi sviluppando un loro algoritmo per il calcolo della Pasqua, detto in latino computus paschalis o più semplicemente computus.
Il primo "computista" ad acquisire una certa notorietà fu Ippolito di Roma (170-235), che sviluppò un ciclo di date pasquali di 112 anni. Dato che 112 è multiplo di 28, la durata del ciclo solare, al termine di ogni ciclo la pasqua si ripresentava nello stesso giorno della settimana. Successivamente la chiesa di Roma adottò un ciclo di 84 anni, detto "latercus", anch'esso multiplo di 28 e più accurato dal punto di vista astronomico.
Quasi negli stessi anni anche Tazio Cecilio Cipriano conosciuto anche come Cipriano di Cartagine scrisse Computus de Pascha.
Nel frattempo in oriente Anatolio di Laodicea si rese conto (verso il 260 d.C.) che il ciclo pasquale doveva utilizzare il ciclo metonico, altrimenti le date del plenilunio astronomico si sarebbero gradualmente allontanate da quelle calcolate con il computus. Nei secoli successivi la chiesa di Roma e quella di Alessandria entrarono talvolta in conflitto nella data della Pasqua fino a quando dovettero riconoscere che il ciclo pasquale esatto (nei limiti di precisione del calendario giuliano) doveva durare 28x19=532 anni. Lo riconobbe per primo in oriente Anniano di Alessandria (circa 400 d.C.) e poi in occidente Vittorio d'Aquitania (circa 447 d.C.). Il ciclo di 532 anni si diffuse lentamente in Europa grazie anche a Dionigi il piccolo che scrisse De paschate e le Epistolae de ratione Paschae. In Irlanda ed in Inghilterra era rimasto in uso il vecchio computus di 84 anni per cui si era creata una situazione di due date di celebrazione della Pasqua. Beda il Venerabile pubblicò tutta una serie di scritti   in cui approfondì la tematica e spiegò compiutamente il sistema che restò in uso in occidente sino alla riforma gregoriana.

## Pasqua cristiana

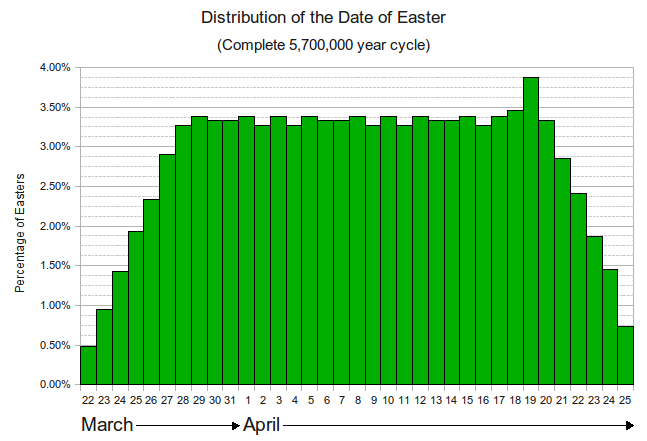
Nel calendario gregoriano, le date della Pasqua si ripetono secondo un ciclo che dura 5 milioni e 700 000 anni. Il grafico mostra la distribuzione di frequenza delle date all'interno di un ciclo: la data più frequente è il 19 aprile, la meno frequente il 22 marzo.

Il calcolo della data della Pasqua cristiana segue approssimativamente quello della Pasqua ebraica, ma se ne discosta per due motivi: il primo è che essa si festeggia sempre di domenica, giorno della resurrezione di Gesù, ma giorno proibito per la Pasqua ebraica, il secondo è che per il calcolo convenzionale del plenilunio non viene usato il calendario ebraico (codificato da Maimonide nel XII secolo), ma il calendario lunisolare ecclesiastico.
Il principio-regola che fissa la data della Pasqua cristiana fu stabilito a seguito del Concilio di Nicea (325): la Pasqua cade la domenica successiva alla prima luna piena di primavera (all'epoca dei primi computi l'equinozio cadeva il 21 marzo, che pertanto divenne la data di riferimento).
Di conseguenza essa è sempre compresa nel periodo dal 22 marzo al 25 aprile compresi. Supponendo infatti che il primo plenilunio di primavera si verifichi il giorno dell'equinozio stesso (21 marzo) e sia un sabato, allora Pasqua si avrà il giorno immediatamente successivo, ovvero il 22 marzo. Qualora invece il plenilunio si verificasse il 20 marzo, bisognerà aspettare il plenilunio successivo (dopo 29 giorni), arrivando quindi al 18 aprile. Se infine questo giorno fosse una domenica, occorrerà fissare la data della Pasqua alla domenica ancora successiva, ovvero al 25 aprile.
La data è calcolata utilizzando il calendario giuliano dagli ortodossi, quello gregoriano da protestanti e cattolici. Si noti che utilizzando il calendario giuliano, l'intervallo di date corrispondente nel calendario gregoriano va (nel XX e XXI secolo) dal 4 aprile all'8 maggio.

### Calcolo del plenilunio pasquale
Poiché l'osservazione diretta della luna piena poteva dar luogo a errori (specie in caso di maltempo) e non si poteva prevedere in anticipo, si decise di fissare la Pasqua secondo una regola matematica prestabilita.
Questa regola è basata sul calcolo dell'epatta, definita come l'età della Luna al 1º gennaio, vale a dire il numero di giorni trascorsi dall'ultima Luna nuova; questo numero può andare da 1 a 30.
La regola valida per il calendario giuliano fu elaborata dal monaco Dionigi il Piccolo intorno al 532 a seguito degli studi di Vittorio d'Aquitania, che avevano trovato modo di conciliare le tesi degli astronomi romani e alessandrini. Il calendario gregoriano utilizza una regola modificata, che fu promulgata da papa Gregorio XIII nel 1582 insieme con il calendario stesso.

#### Calendario giuliano
Nel calendario giuliano, si assume che 19 anni solari corrispondano esattamente a un numero intero (235) di mesi lunari (vedi Ciclo metonico). Di conseguenza, i valori dell'epatta si ripetono regolarmente secondo un ciclo di 19 anni. Ne risultano le seguenti date del plenilunio (N sta per "numero aureo": è il resto che si ottiene dividendo per 19 il numero dell'anno, più uno; E sta per "epatta"):
| N | E  | data      | N  | E  | data      | N  | E  | data      | N  | E  | data      |
| 1 | 8  | 5 aprile  | 6  | 3  | 10 aprile | 11 | 28 | 15 aprile | 16 | 23 | 21 marzo  |
| 2 | 19 | 25 marzo  | 7  | 14 | 30 marzo  | 12 | 9  | 4 aprile  | 17 | 4  | 9 aprile  |
| 3 | 30 | 13 aprile | 8  | 25 | 18 aprile | 13 | 20 | 24 marzo  | 18 | 15 | 29 marzo  |
| 4 | 11 | 2 aprile  | 9  | 6  | 7 aprile  | 14 | 1  | 12 aprile | 19 | 26 | 17 aprile |
| 5 | 22 | 22 marzo  | 10 | 17 | 27 marzo  | 15 | 12 | 1º aprile |    |    |           |

La Pasqua cade la prima domenica successiva al giorno indicato dalla tabella. Ad esempio per l'anno 2007, dividendo il numero 2007 per 19 si ha 105 con il resto di 12 (105 x 19 = 1995), quindi N = 13. La tabella mostra che, negli anni contrassegnati con il "13", il plenilunio cade il 24 marzo, che è un venerdì (nel calendario giuliano, anche se in quello gregoriano sarebbe un sabato); la Pasqua è perciò la domenica successiva, il 26 marzo del calendario giuliano. Dato che nel calendario gregoriano le date sono successive di 13 giorni (la differenza tra Natale "gregoriano", 25 dicembre, e "giuliano", 7 gennaio) queste date giuliane corrispondono rispettivamente al 6 aprile e all'8 aprile del calendario gregoriano.
L'epatta (indicata con E nella tabella) a ogni anno aumenta di 11 (ma se il totale supera 30, si sottrae 30), tranne quando N passa da 19 a 1: in questo caso aumenta di 12 (in effetti diminuisce di 18, perché si deve sottrarre 30). Ciò avviene perché 19 × 11 = 209 non è multiplo di 30 (ma lo è 210 = 209+1). Questa eccezione era chiamata saltus lunae (salto della luna): molti chierici medievali spesso dimenticavano di applicarla e quindi calcolavano la data sbagliata.
Poiché nel calendario giuliano i giorni della settimana si ripetono seguendo il ciclo solare di 28 anni mentre le epatte seguono il ciclo metonico, le date della Pasqua si ripetono ciclicamente ogni 28 × 19 = 532 anni. Tale numero fu scoperto da Vittorio d'Aquitania nel V secolo; egli inventò questo ciclo in occasione della disputa sorta tra Greci e Latini sull'esatta datazione della Pasqua dell'anno 455.

#### Calendario gregoriano
Il calendario giuliano presenta un certo margine di errore (circa 11 minuti all'anno), che nel corso dei secoli si accumulava, cosicché la data dell'equinozio non coincideva più con quella nominale del 21 marzo (esatta al tempo del concilio di Nicea). Nel 1582, quando lo scarto era ormai di 10 giorni, papa Gregorio XIII riformò il calendario per correggere questo errore. Simultaneamente, inoltre, il papa prese cura di correggere l'errore che si accumula a causa del fatto che 235 lunazioni non corrispondono a un numero intero di giorni.
Nel nuovo calendario, chiamato calendario gregoriano, l'epatta segue ancora un ciclo di 19 anni, che però può cambiare da un secolo all'altro. Essa infatti è data dalla seguente formula:
E = G - S + L
dove G è l'epatta del calendario giuliano, che si ricava dalla tabella sopra; S, chiamata equazione solare, è una correzione che incorpora la differenza tra il calendario giuliano e quello gregoriano (e quindi con ottima approssimazione la differenza fra anno giuliano e anno tropico); e L, chiamata equazione lunare, è un'ulteriore correzione dovuta al fatto che 235 mesi lunari non sono esattamente uguali a 19 anni giuliani medi (la differenza è di meno di 2 ore e determina lo spostamento del plenilunio pasquale di un giorno in circa 310 anni). Esse si calcolano in questo modo:
S = 3C / 4
L = (8C + 5) / 25
dove C è il numero del secolo corrente, ad esempio nel 2008 C = 21. Del risultato delle divisioni si considera solo la parte intera, scartando il resto. Ai fini di questa formula, gli anni centenari si considerano appartenere al nuovo secolo, vale a dire che, ad esempio, il XXI secolo va dal 2000 al 2099, invece che dal 2001 al 2100 come sarebbe corretto. Questo perché la differenza tra il calendario gregoriano e quello giuliano è il 29 febbraio dell'anno centenario, che nel calendario gregoriano manca (tranne quando il secolo è divisibile per 400): la Pasqua dell'anno centenario cade dopo il giorno bisestile mancante, quindi per quanto riguarda questa differenza siamo già nel nuovo secolo.
Infine, se l'epatta risultante da questa formula è minore di 1 o maggiore di 30, si aggiunge o si sottrae 30 in modo da riportare il risultato entro questo intervallo.
Dall'epatta si ottiene la data del plenilunio dalla seguente tabella:
| E | data      | E  | data      | E  | data     | E  | data      | E  | data       |
| 1 | 12 aprile | 7  | 6 aprile  | 13 | 31 marzo | 19 | 25 marzo  | 25 | 17/18 apr. |
| 2 | 11 aprile | 8  | 5 aprile  | 14 | 30 marzo | 20 | 24 marzo  | 26 | 17 aprile  |
| 3 | 10 aprile | 9  | 4 aprile  | 15 | 29 marzo | 21 | 23 marzo  | 27 | 16 aprile  |
| 4 | 9 aprile  | 10 | 3 aprile  | 16 | 28 marzo | 22 | 22 marzo  | 28 | 15 aprile  |
| 5 | 8 aprile  | 11 | 2 aprile  | 17 | 27 marzo | 23 | 21 marzo  | 29 | 14 aprile  |
| 6 | 7 aprile  | 12 | 1º aprile | 18 | 26 marzo | 24 | 18 aprile | 30 | 13 aprile  |

Quando E = 25 la data è il 18 aprile se il numero aureo N (vedi sopra) va da 1 a 11, altrimenti il 17 aprile.
Per C = 20, 21 o 22, S - L vale sempre 9, perciò per tutti gli anni dal 1900 al 2199 l'epatta segue il seguente ciclo:
| N | E  | data      | N  | E  | data      | N  | E  | data      | N  | E  | data      |
| 1 | 29 | 14 aprile | 6  | 24 | 18 aprile | 11 | 19 | 25 marzo  | 16 | 14 | 30 marzo  |
| 2 | 10 | 3 aprile  | 7  | 5  | 8 aprile  | 12 | 30 | 13 aprile | 17 | 25 | 17 aprile |
| 3 | 21 | 23 marzo  | 8  | 16 | 28 marzo  | 13 | 11 | 2 aprile  | 18 | 6  | 7 aprile  |
| 4 | 2  | 11 aprile | 9  | 27 | 16 aprile | 14 | 22 | 22 marzo  | 19 | 17 | 27 marzo  |
| 5 | 13 | 31 marzo  | 10 | 8  | 5 aprile  | 15 | 3  | 10 aprile |    |    |           |

Ad esempio, per l'anno 2007, N = 13 e quindi E = 11; la data del plenilunio è perciò il 2 aprile, che è un lunedì; e la Pasqua cade la domenica successiva, 8 aprile. Nel 2007 quindi la Pasqua giuliana e quella gregoriana cadono nello stesso giorno.
La Pasqua gregoriana può cadere nella stessa data di quella giuliana (avviene mediamente circa una volta ogni tre anni), oppure una (il caso più frequente), quattro o cinque settimane prima, mai dopo.

#### Differenza tra la Luna ecclesiastica e quella astronomica
La data del plenilunio pasquale segue, come si è visto, regole approssimate che inducono a celebrare la Pasqua in una data che talvolta potrebbe essere diversa da quella che si otterrebbe applicando la regola stabilita a Nicea ai dati astronomici. Tale differenza è dovuta a due motivi:
- L'equinozio di primavera non cade sempre il 21/03, come stabilito convenzionalmente al concilio di Nicea del 325 d.C., ma oscilla tra il 19/03 ed il 21/03 (almeno nel XXI secolo), con maggiore frequenza il 20/03;
- Le date del plenilunio sono prese da tabelle "ecclesiastiche", non da effemeridi astronomiche.

Secondo Steven Verhezen nel millennio fra il 1583 e il 2582 queste piccole differenze determinano una differente data per la Pasqua ben 78 volte. Nel XXI secolo la discrepanza di date si verificherà per la prima volta nel 2038, quando la Pasqua ecclesiastica gregoriana sarà celebrata il 25/04 e quella astronomica avverrà invece il 28/03.

### Calcolo diretto col metodo di Gauss
Questo algoritmo, sviluppato dal matematico tedesco Carl Friedrich Gauss, scoperto nel 1800 a parte un passaggio corretto da Gauss stesso nel 1816, dà direttamente la data della Pasqua.
L'anno di cui si calcola la Pasqua sia contrassegnato da Y; mod è l'operatore modulo che restituisce il resto della divisione fra numeri interi (ad esempio, 13 mod 5 = 3 perché 13 diviso 5 fa 2 con resto 3).
Si calcolano dapprima a, b e c nel seguente modo:
a = Y mod 19
b = Y mod 4
c = Y mod 7
Poi si calcolano
d = (19a + M) mod 30
e = (2b + 4c + 6d + N) mod 7
Secondo il calendario giuliano si deve usare M = 15 e N = 6, mentre per il calendario gregoriano i valori di M ed N variano a seconda degli anni considerati, secondo la seguente tabella:
| Anni      | M  | N |
| --------- | -- | - |
| 1583-1699 | 22 | 2 |
| 1700-1799 | 23 | 3 |
| 1800-1899 | 23 | 4 |
| 1900-2099 | 24 | 5 |
| 2100-2199 | 24 | 6 |
| 2200-2299 | 25 | 0 |
| 2300-2399 | 26 | 1 |
| 2400-2499 | 25 | 1 |

Se (d + e) < 10, allora la Pasqua cade il giorno (d + e + 22) del mese di marzo, altrimenti si verificherà il (d + e − 9)-esimo giorno del mese di aprile.
Si tenga tuttavia conto delle seguenti eccezioni:
- Se la data risultante dalla formula è il 26 aprile, allora la Pasqua cadrà il giorno 19 aprile;
- Se la data risultante dalla formula è il 25 aprile e contemporaneamente d = 28, e = 6 e a > 10, allora la Pasqua cadrà il 18 aprile.

Esempio: Data della Pasqua 2020 secondo il calendario gregoriano, in uso in Italia (quindi M = 24, N = 5)
a = 2020 mod 19 = 6
b = 2020 mod 4 = 0
c = 2020 mod 7 = 4
d = (19 · 6 + 24) mod 30 = 18
e = (2 · 0 + 4 · 4 + 6 · 18 + 5) mod 7 = 3
Siccome d + e = 18 + 3 = 21 > 10, allora nel 2020 la Pasqua cadrà il (18 + 3 - 9) = 12 aprile.

### Calcolo diretto usando la Congruenza di Zeller
Il matematico tedesco Christian Zeller formulò, in quattro brevi articoli pubblicati fra il 1882 ed il 1886, un algoritmo, noto come "Congruenza di Zeller", che permette di calcolare, con semplici operazioni algebriche e di aritmetica modulare, il giorno della settimana per ogni data, sia del calendario gregoriano che giuliano. Negli stessi articoli, Zeller - che era anche un teologo e, all'epoca, era direttore del seminario di Markgröningen, propose un adattamento dello stesso algoritmo per calcolare il giorno della Pasqua.
La formula della congruenza poneva:
- J = numero del secolo (cioè l'intero di AAAA/100);
- K = numero dell'anno all'interno del secolo (quindi AAAA mod 100).

Inoltre, la procedura indicata da Zeller, descritta di seguito, prevede che i resti delle divisioni vengano scartati (quindi solo la parte intera minore, o floor, venga presa in considerazione). Quest'aspetto è evidenziato nelle formule seguenti dai simboli {\displaystyle \lfloor ...\rfloor } , che indicano la funzione floor.
La formula per il calcolo della Pasqua, applicabile al calendario giuliano, prevede quindi i seguenti passaggi:
1. {\displaystyle a=(100\times J+K){\bmod {1}}9}, oppure {\displaystyle a=(5\times J+K){\bmod {1}}9}, che restituisce lo stesso risultato;
2. {\displaystyle b=(19\times a+15){\bmod {3}}0}, dove b indica quanti giorni dopo il 21 marzo cade il plenilunio pasquale;
3. {\displaystyle d=(K+\lfloor {\frac {K}{4}}\rfloor -J){\bmod {7}}}.

La Pasqua risulterà quindi cadere (b+7-d) giorni dopo il 21 marzo, ovvero (7-d) giorni dopo il plenilunio pasquale.
La formula applicabile al calendario gregoriano necessita di alcuni passaggi aggiuntivi, dovuti alla maggiore asimmetria fra tale calendario ed il ciclo lunare. L'intero procedimento prevede i seguenti passaggi:
1. {\displaystyle a=(100\times J+K){\bmod {1}}9}, oppure {\displaystyle a=(5\times J+K){\bmod {1}}9}, che restituisce lo stesso risultato;
2. {\displaystyle g=J-\lfloor {\frac {J}{4}}\rfloor -\lfloor {\frac {J}{3}}\rfloor };
3. {\displaystyle b=(19\times a+15\times g){\bmod {3}}0}, che anche in questo caso indica il "numero del plenilunio pasquale" (ovvero quanti giorni dopo il 21 marzo cade il plenilunio pasquale);
4. {\displaystyle d=(b+K+\lfloor {\frac {K}{4}}\rfloor +\lfloor {\frac {J}{4}}\rfloor +2-2\times J){\bmod {7}}}.

La Pasqua risulterà cadere (b+7-d) giorni dopo il 21 marzo, ovvero (7-d) giorni dopo il plenilunio pasquale.
Nell'ultima versione dei suoi studi, Zeller incluse delle note esplicative che indicavano delle eccezioni alla procedura descritta, facendo riferimento alle osservazioni effettuate dal matematico svizzero Hermann Kinkelin :
- La formula per il calcolo di g è corretta fino all'anno 4200; per gli anni successivi, il parametro {\displaystyle \lfloor {\frac {J}{3}}\rfloor } dovrà essere sostituito da {\displaystyle \lfloor {\frac {8\times J+13}{25}}\rfloor }.
- Se {\displaystyle {\begin{cases}d=0\\b=29\end{cases}}} la formula calcola la data del 26 aprile per la Pasqua; in tal caso bisogna invece indicare (d = 7), anticipando così la Pasqua di una settimana, al 19 aprile [19].
- Quando  {\displaystyle {\begin{cases}d=0\\b=28\\a>10\end{cases}}} la formula calcola la data del 25 aprile per la Pasqua; anche qui bisogna invece indicare (d = 7), anticipando così la Pasqua di una settimana, al 18 aprile [20].

## Date della Pasqua

### Pasqua ebraica
Le date della Pasqua ebraica nel XXI secolo sono le seguenti:
| 8 aprile 2001  | 19 aprile 2011 | 28 marzo 2021  | 8 aprile 2031  | 16 aprile 2041 |
| 28 marzo 2002  | 7 aprile 2012  | 16 aprile 2022 | 27 marzo 2032  | 5 aprile 2042  |
| 17 aprile 2003 | 26 marzo 2013  | 5 aprile 2023  | 14 aprile 2033 | 25 aprile 2043 |
| 6 aprile 2004  | 15 aprile 2014 | 23 aprile 2024 | 4 aprile 2034  | 12 aprile 2044 |
| 24 aprile 2005 | 4 aprile 2015  | 13 aprile 2025 | 24 aprile 2035 | 2 aprile 2045  |
| 13 aprile 2006 | 23 aprile 2016 | 2 aprile 2026  | 12 aprile 2036 | 21 aprile 2046 |
| 3 aprile 2007  | 11 aprile 2017 | 22 aprile 2027 | 31 marzo 2037  | 11 aprile 2047 |
| 20 aprile 2008 | 31 marzo 2018  | 11 aprile 2028 | 20 aprile 2038 | 29 marzo 2048  |
| 9 aprile 2009  | 20 aprile 2019 | 31 marzo 2029  | 9 aprile 2039  | 17 aprile 2049 |
| 30 marzo 2010  | 9 aprile 2020  | 18 aprile 2030 | 29 marzo 2040  | 7 aprile 2050  |
|                |                |                |                |                |
| 28 marzo 2051  | 5 aprile 2061  | 14 aprile 2071 | 24 aprile 2081 | 3 aprile 2091  |
| 14 aprile 2052 | 25 aprile 2062 | 3 aprile 2072  | 14 aprile 2082 | 22 aprile 2092 |
| 3 aprile 2053  | 14 aprile 2063 | 22 aprile 2073 | 3 aprile 2083  | 11 aprile 2093 |
| 23 aprile 2054 | 1º aprile 2064 | 12 aprile 2074 | 20 aprile 2084 | 1º aprile 2094 |
| 13 aprile 2055 | 21 aprile 2065 | 31 marzo 2075  | 10 aprile 2085 | 19 aprile 2095 |
| 1º aprile 2056 | 10 aprile 2066 | 18 aprile 2076 | 30 marzo 2086  | 7 aprile 2096  |
| 19 aprile 2057 | 31 marzo 2067  | 8 aprile 2077  | 17 aprile 2087 | 28 marzo 2097  |
| 9 aprile 2058  | 17 aprile 2068 | 29 marzo 2078  | 6 aprile 2088  | 17 aprile 2098 |
| 29 marzo 2059  | 6 aprile 2069  | 15 aprile 2079 | 26 marzo 2089  | 5 aprile 2099  |
| 15 aprile 2060 | 27 marzo 2070  | 4 aprile 2080  | 15 aprile 2090 | 24 aprile 2100 |

### Pasqua cristiana (calendario gregoriano)
Le date della Pasqua per il calendario gregoriano nel XXI secolo sono le seguenti:
| 15 aprile 2001 | 24 aprile 2011 | 4 aprile 2021  | 13 aprile 2031 | 21 aprile 2041 |
| 31 marzo 2002  | 8 aprile 2012  | 17 aprile 2022 | 28 marzo 2032  | 6 aprile 2042  |
| 20 aprile 2003 | 31 marzo 2013  | 9 aprile 2023  | 17 aprile 2033 | 29 marzo 2043  |
| 11 aprile 2004 | 20 aprile 2014 | 31 marzo 2024  | 9 aprile 2034  | 17 aprile 2044 |
| 27 marzo 2005  | 5 aprile 2015  | 20 aprile 2025 | 25 marzo 2035  | 9 aprile 2045  |
| 16 aprile 2006 | 27 marzo 2016  | 5 aprile 2026  | 13 aprile 2036 | 25 marzo 2046  |
| 8 aprile 2007  | 16 aprile 2017 | 28 marzo 2027  | 5 aprile 2037  | 14 aprile 2047 |
| 23 marzo 2008  | 1º aprile 2018 | 16 aprile 2028 | 25 aprile 2038 | 5 aprile 2048  |
| 12 aprile 2009 | 21 aprile 2019 | 1º aprile 2029 | 10 aprile 2039 | 18 aprile 2049 |
| 4 aprile 2010  | 12 aprile 2020 | 21 aprile 2030 | 1º aprile 2040 | 10 aprile 2050 |
|                |                |                |                |                |
| 2 aprile 2051  | 10 aprile 2061 | 19 aprile 2071 | 30 marzo 2081  | 8 aprile 2091  |
| 21 aprile 2052 | 26 marzo 2062  | 10 aprile 2072 | 19 aprile 2082 | 30 marzo 2092  |
| 6 aprile 2053  | 15 aprile 2063 | 26 marzo 2073  | 4 aprile 2083  | 12 aprile 2093 |
| 29 marzo 2054  | 6 aprile 2064  | 15 aprile 2074 | 26 marzo 2084  | 4 aprile 2094  |
| 18 aprile 2055 | 29 marzo 2065  | 7 aprile 2075  | 15 aprile 2085 | 24 aprile 2095 |
| 2 aprile 2056  | 11 aprile 2066 | 19 aprile 2076 | 31 marzo 2086  | 15 aprile 2096 |
| 22 aprile 2057 | 3 aprile 2067  | 11 aprile 2077 | 20 aprile 2087 | 31 marzo 2097  |
| 14 aprile 2058 | 22 aprile 2068 | 3 aprile 2078  | 11 aprile 2088 | 20 aprile 2098 |
| 30 marzo 2059  | 14 aprile 2069 | 23 aprile 2079 | 3 aprile 2089  | 12 aprile 2099 |
| 18 aprile 2060 | 30 marzo 2070  | 7 aprile 2080  | 16 aprile 2090 | 28 marzo 2100  |

### Pasqua cristiana (calendario giuliano)
Le date della Pasqua per il calendario giuliano nel XXI secolo sono le seguenti (per ottenere le corrispondenti date del calendario gregoriano si aggiungano 13 giorni fino al 2099, 14 nel 2100):
| 2 aprile 2001  | 11 aprile 2011 | 19 aprile 2021 | 31 marzo 2031  | 8 aprile 2041  |
| 22 aprile 2002 | 2 aprile 2012  | 24 aprile 2022 | 19 aprile 2032 | 31 marzo 2042  |
| 14 aprile 2003 | 22 aprile 2013 | 3 aprile 2023  | 11 aprile 2033 | 20 aprile 2043 |
| 29 marzo 2004  | 7 aprile 2014  | 22 aprile 2024 | 27 marzo 2034  | 11 aprile 2044 |
| 18 aprile 2005 | 30 marzo 2015  | 7 aprile 2025  | 16 aprile 2035 | 27 marzo 2045  |
| 10 aprile 2006 | 18 aprile 2016 | 30 marzo 2026  | 7 aprile 2036  | 16 aprile 2046 |
| 26 marzo 2007  | 3 aprile 2017  | 19 aprile 2027 | 23 marzo 2037  | 8 aprile 2047  |
| 14 aprile 2008 | 26 marzo 2018  | 3 aprile 2028  | 12 aprile 2038 | 23 marzo 2048  |
| 6 aprile 2009  | 15 aprile 2019 | 26 marzo 2029  | 4 aprile 2039  | 12 aprile 2049 |
| 22 marzo 2010  | 6 aprile 2020  | 15 aprile 2030 | 23 aprile 2040 | 4 aprile 2050  |
|                |                |                |                |                |
| 24 aprile 2051 | 28 marzo 2061  | 6 aprile 2071  | 21 aprile 2081 | 26 marzo 2091  |
| 8 aprile 2052  | 17 aprile 2062 | 28 marzo 2072  | 6 aprile 2082  | 14 aprile 2092 |
| 31 marzo 2053  | 9 aprile 2063  | 17 aprile 2073 | 29 marzo 2083  | 6 aprile 2093  |
| 20 aprile 2054 | 31 marzo 2064  | 9 aprile 2074  | 17 aprile 2084 | 29 marzo 2094  |
| 5 aprile 2055  | 13 aprile 2065 | 25 marzo 2075  | 2 aprile 2085  | 11 aprile 2095 |
| 27 marzo 2056  | 5 aprile 2066  | 13 aprile 2076 | 25 marzo 2086  | 2 aprile 2096  |
| 16 aprile 2057 | 28 marzo 2067  | 5 aprile 2077  | 14 aprile 2087 | 22 aprile 2097 |
| 1º aprile 2058 | 16 aprile 2068 | 25 aprile 2078 | 5 aprile 2088  | 14 aprile 2098 |
| 21 aprile 2059 | 1º aprile 2069 | 10 aprile 2079 | 18 aprile 2089 | 30 marzo 2099  |
| 12 aprile 2060 | 21 aprile 2070 | 1º aprile 2080 | 10 aprile 2090 | 18 aprile 2100 |